# Restaurace a pivovar Beer Factory

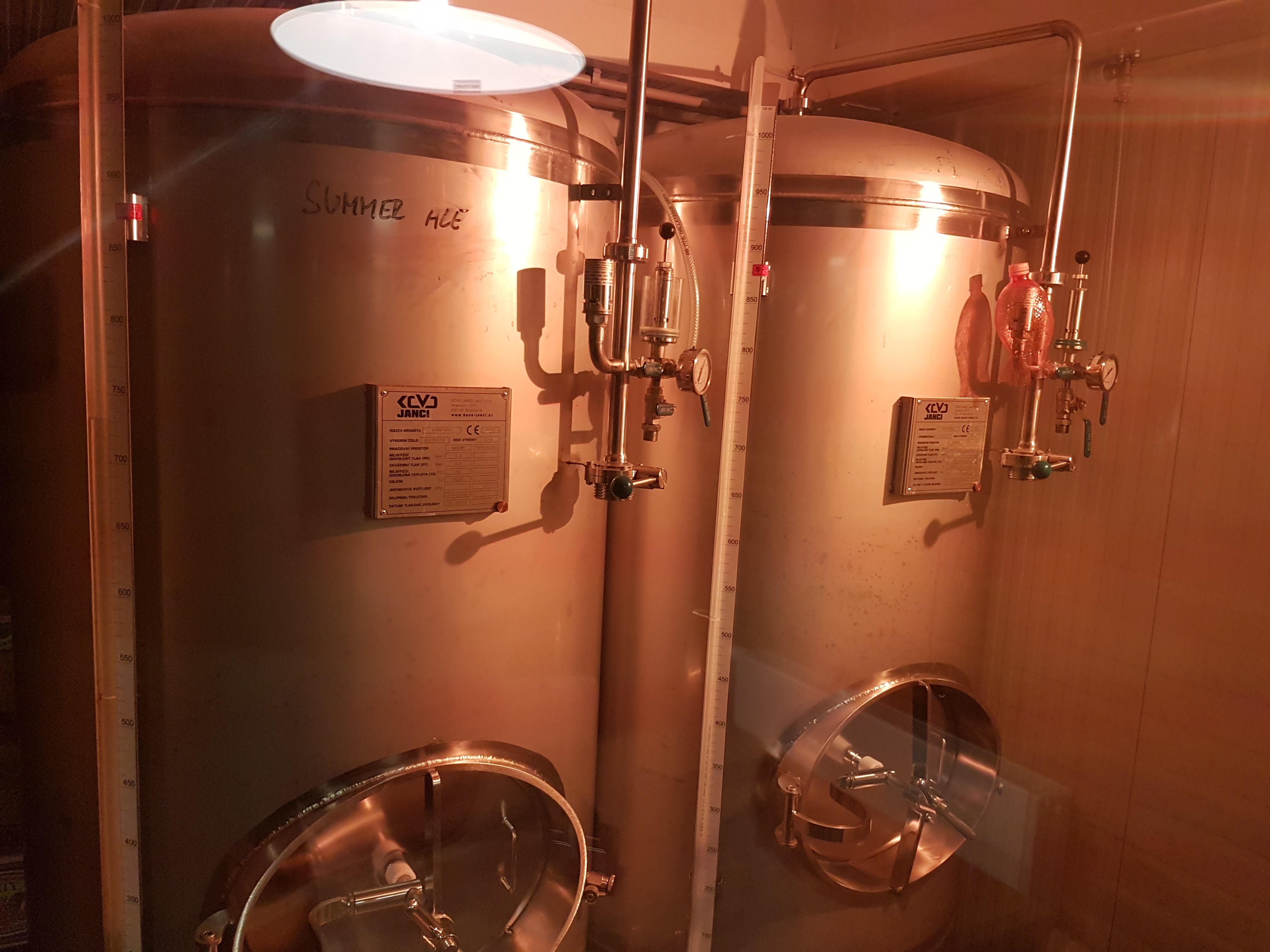
Ležácký sklep

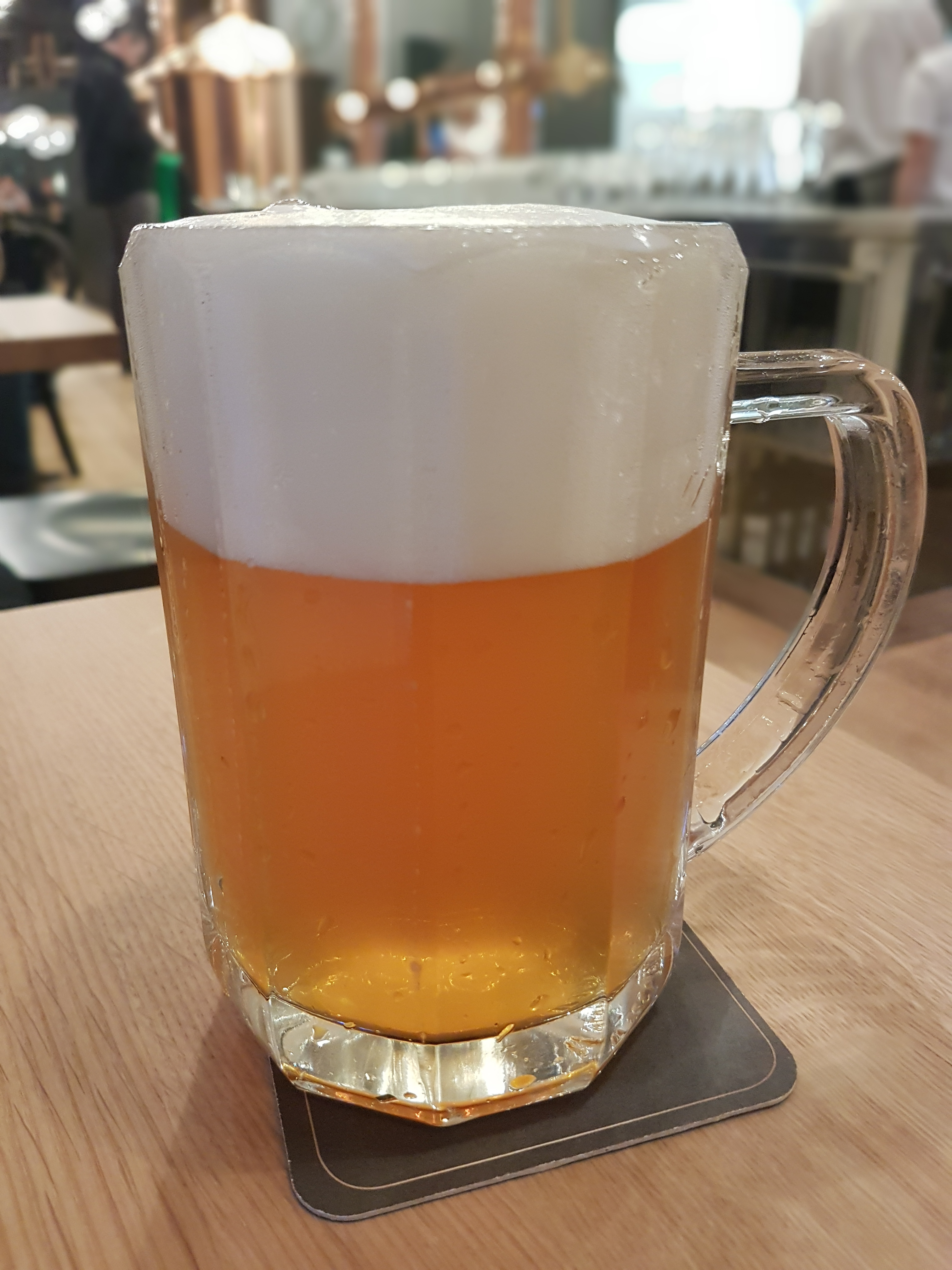
Beer Factory světlý ležák

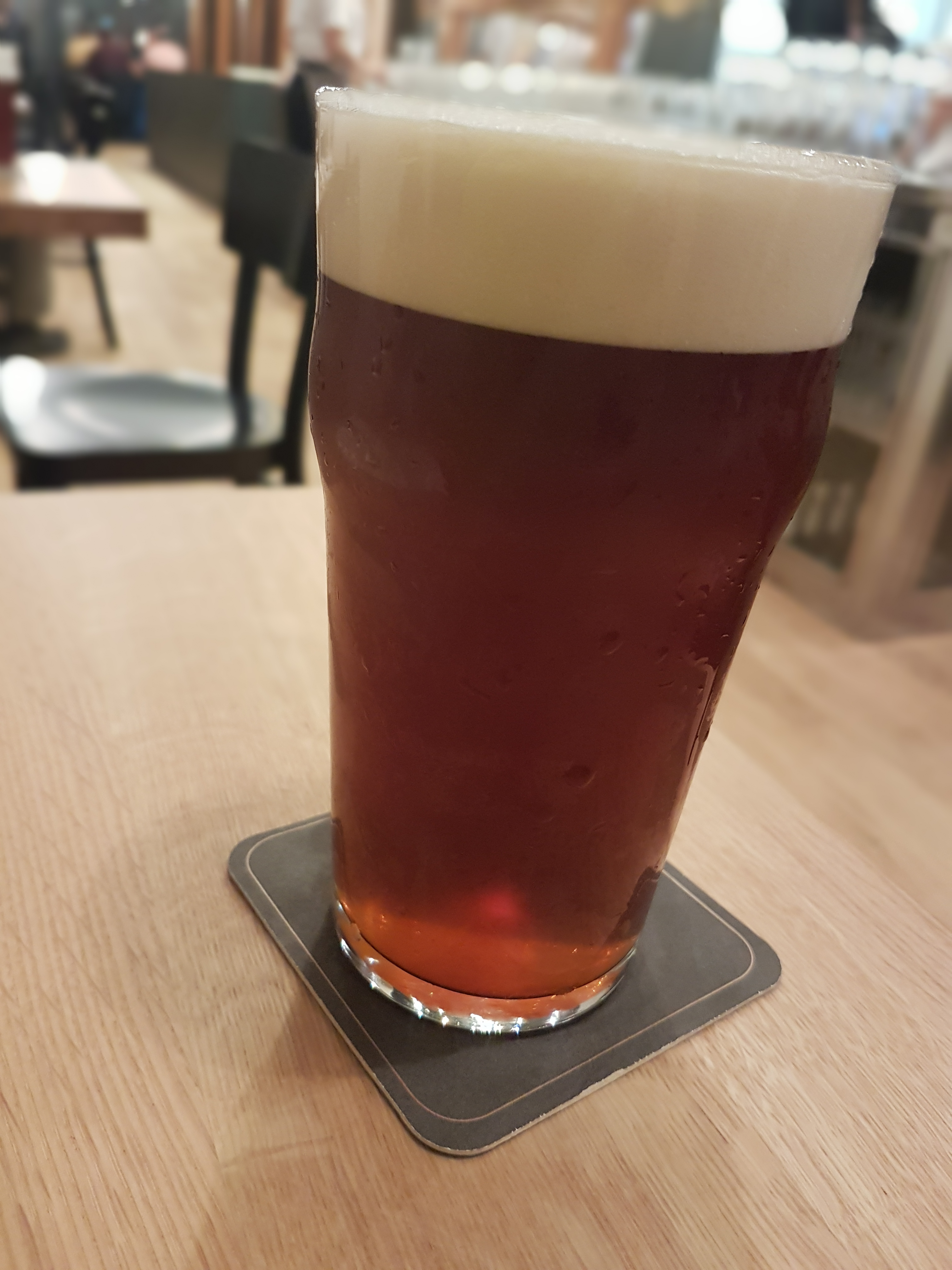
Beer Factory Amber ALE

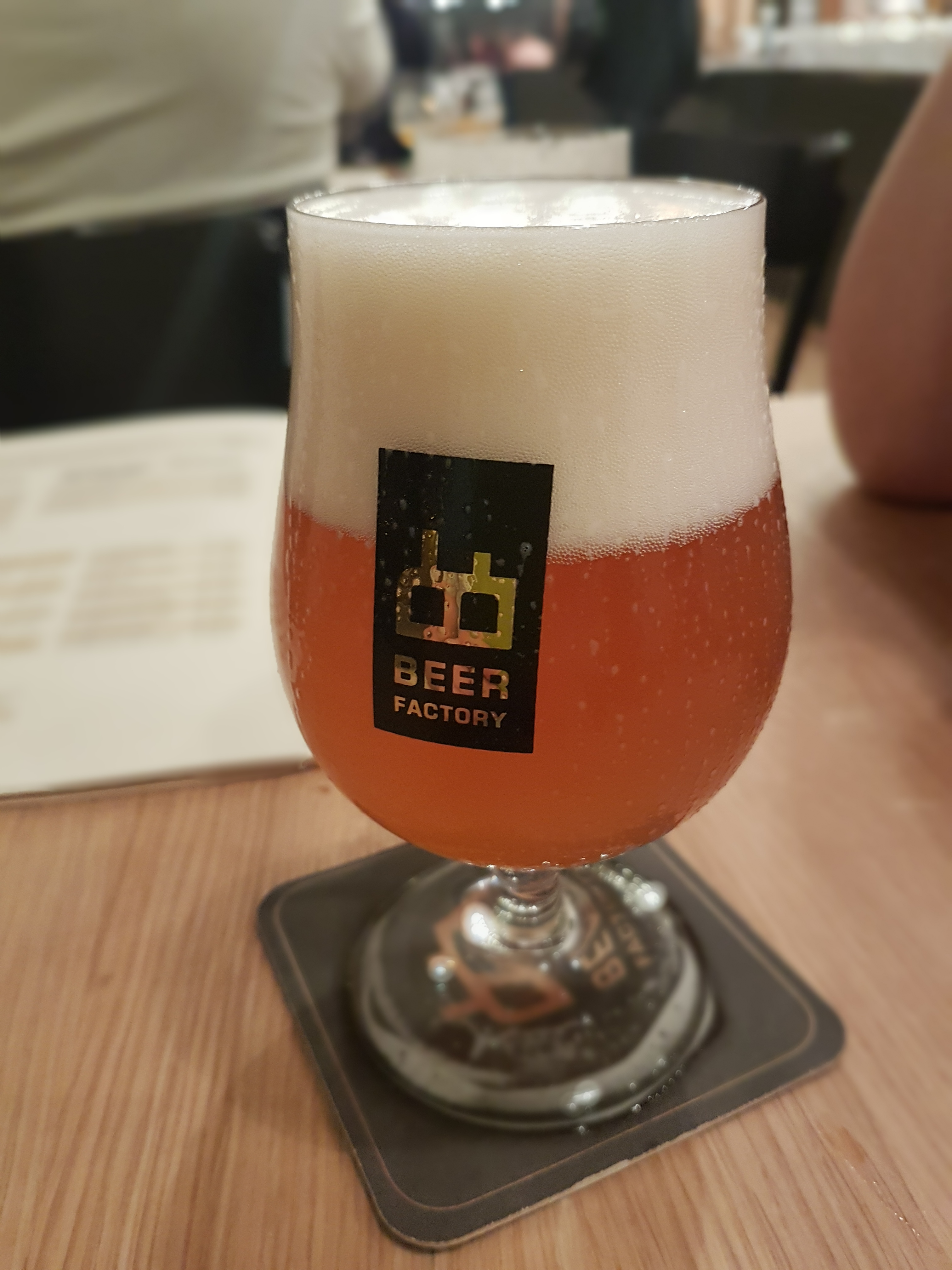
Beer Factory La Trapp

Restaurace a pivovar Beer Factory Plzeň, otevřená veřejnosti 24.11.2016, je společným podnikem pivovarníka a sládka Ing. Josefa Krýsla a Viktora Starého, který má na starosti gastronomickou část provozu. Bez zajímavosti není, že restaurace s pivovarem byla otevřena v domě patřícímu nevlastními bratru Miloše Formana, světově uznávanému matematikovi a emeritnímu profesorovi na princetonské univerzitě Josefu Kohnovi. V době otevření má pivovar prezentovanou ambici stát se s ročním výstavem až 2000 hl druhým největším pivovarem v Plzni (po Plzeňském Prazdroji). Kapacita varny umožňuje vařit várku o objemu 10 hl. Interiér restaurace a pivovaru s kapacitou 160 hostů a s dalšími 40 místy na zahrádce ve vnitrobloku vytvořila architektonická kancelář ProjectStudio8. Celkově je v prostoru restaurace 28 výčepních kohoutů (12 v restauraci, 8 v salónku v suterénu a 8 na venkovní zahrádce). Varna pivovaru byla dne 18. listopadu 2016 vysvěcena za přítomnosti Jeho excelence Mons. Tomáše Holuba, biskupa plzeňského, a emeritního biskupa plzeňského Mons. Františka Radkovského.

## Vyráběné druhy piv
Ke dni otevření produkoval pivovar následující druhy piv:

### Světlý ležák
Styl: světlý ležák
Parametry: stupňovitost 19 %, alkohol 4,3 %, hořkost 35 BU, barva 15 EBC
Složení: plzeňský slad, žatecké chmele

### IPA
Styl: India Pale Ale
Parametry: stupňovitost 16 %, alkohol 6,5 %, hořkost 55 BU, barva 20 EBC
Složení: Pale Ale slad, karamelové slady, US chmele

### Amber ALE
Styl: Amber Ale
Parametry: stupňovitost 12 %, alkohol 4,3 %, hořkost 25 BU, barva 35 EBC
Složení: plzeňský slad, karamelové slady, US chmele

### Black ALE
Styl: Black ALE
Parametry: stupňovitost 13 %, alkohol 4,7 %, hořkost 20 BU, barva 70 EBC
Složení: plzeňský slad, karamelové slady, US chmele

### Pšeničné pivo
Styl: pšeničné pivo
Parametry: stupňovitost 12 %, alkohol 4,5 %, hořkost 17 BU, barva 8 EBC
Složení: plzeňský slad, pšeničný slad, žatecké chmele

### La Trapp
Styl: Belgium style
Parametry: stupňovitost 19 %, alkohol 8,5 %, hořkost 19 BU, barva 19 EBC
Složení: plzeňský slad, karamelové slady, žatecké chmele

### Nevada Summer
Styl: svrchně kvašený ležák
Parametry: stupňovitost 11 %, alkohol 3,5 %, horkost 40 BU, barva 15 EBC.